# St. Marie (Montana)
St. Marie – jednostka osadnicza w Stanach Zjednoczonych, w stanie Montana, w hrabstwie Valley.